# Susan Pedersen
Pour les articles homonymes, voir Pedersen.
Susan Jane Pedersen, née le 16 octobre 1953 à Sacramento, est une nageuse américaine.

## Biographie
Aux Jeux olympiques d'été de 1968 à Mexico, Susan Pedersen participe à cinq épreuves :
- elle est sacrée championne olympique du relais 4 × 100 mètres nage libre ;
- elle est sacrée championne olympique du relais 4 × 100 mètres quatre nages ;
- elle est médaillée d'argent du 100 mètres nage libre ;
- elle est médaillée d'argent du 200 mètres quatre nages ;
- elle termine quatrième de la finale du 400 mètres quatre nages.

En 1969, elle est créditée du meilleur temps mondial sur 200 mètres nage libre en 2 min 7 s 8 et du deuxième temps mondial sur le 100 mètres nage libre en 59 s 7 et sur le 400 mètres nage libre en 4 min 28 s 9.
Elle est admise au sein de l'International Swimming Hall of Fame en 1995.